# Gyllenbräcka
Gyllenbräcka (Saxifraga sibthorpii) är en stenbräckeväxtart som beskrevs av Pierre Edmond Boissier. Gyllenbräcka ingår i Bräckesläktet som ingår i familjen stenbräckeväxter. Arten är reproducerande i Sverige. Inga underarter finns listade i Catalogue of Life.